# Zakhm
Zakhm (dewanagari: ज़ख़्म, tzn. „Rana”) to indyjski dramat Mahesha Bhatta z 1998 roku. W rolach głównych nagrodzony Ajay Devgan, Pooja Bhatt i Sonali Bendre. Tłem filmu są hindusko-muzułmańskie zamieszki w Bombaju z marca 1993 roku. Tytułowa rana to duchowe zranienie bohatera związane z dramatyczną relacją między jego rodzicami, z tajemnicą rodzinną i problemem tożsamości. W centrum filmu są relacje między ludźmi – głęboka więź syna z matką, dramatyczna relacja braci i relacja małżeństwa zagrożonego rozstaniem. Ideą filmu jest wezwanie do jedności między Indusami, jedności przekraczającej podziały religijne. Za przedstawienie tej idei film został nagrodzony Nagrodą Nargis Dutt promującą filmy wzmacniające jedność Indii.
Film ten jest pożegnaniem z reżyserią tworzącego od 1974 roku Mahesha Bhatta. Od tego czasu uczestniczy on w przemyśle filmowym jako scenarzysta (Woh Lamhe, Gangster, Paap, Cienie przeszłości, Jism) i producent filmowy (Raaz, Gangster). Tematem filmu uczynił on relacje ze swoją muzułmańską matką i stosunek do ojca, hinduskiego bramina. W stworzeniu filmu pomogli mu bratanek Mukesh Bhatt (współproducent) i córka Pooja Bhatt, która w tym dramacie zagrała rolę matki bohatera.

## Motywy kina indyjskiego
- muzyk * zamieszki hindusko-muzułmańskie * Bombaj * kryzys małżeński
- emigracja, wyjazd z Indii (Yuva, Rang De Basanti, The Namesake,) * ciąża * relacja braci * jedność Indii mimo różnic religijnych i kastowych * chłopiec * akcenty chrześcijańskie * modlitwa * jedność wiary niezależnie od wyznań * relacja syna z matką * w szpitalu * dziennikarz (Salaam Bombay!) * kobieta opuszczona przez męża * wolny związek * niezgoda rodzica na małżeństwo * despotyczna relacja matki z synem (Beta) * próba podpalenia się * wiara i zwątpienie w Boga * studio filmowe (Zubeidaa, My Bollywood Bride, Om Shanti Om) * ślub hinduski * przyjaźń chłopców (Athadu) * zemsta * pobicie * policja wspierająca hindusów w zamieszkach z muzułmanami (Dev) * tajemnica * relacja poprzez zdjęcie (Darr) * relacja chłopca i ojca (Akele Hum Akele Tum) * mangalsutra * dzień urodzin dziecka (Bestia) * pojednanie hindusko-muzułmańskie * poród dziecka * wypadek samochodowy (Aetbaar) * śmierć ojca * pogrzeb hinduski * błogosławieństwo ojca * muzułmanie (Black Friday, Misja w Kaszmirze, Fiza) * pojednanie * śmierć matki * politycy manipulujący religijnymi konfliktami * pogrzeb muzułmański (Zubeidaa) * małżeński sindur

## Fabuła
Grudzień 1992 rok. Po zburzeniu przez hindusów meczetu w Ayodhya, Bombaj płonie. W wielu miejscach dochodzi do zamieszek hindusko-muzułmańskich. Niebezpiecznie jest wychodzić z domu. Mieszkańcy domów zamalowują w spisach lokatorów wszystkie nazwiska, aby dla atakujących nie były one wskazówką, gdzie mieszka hindus, a gdzie muzułmanin. Sonia, żona muzyka Ajaya Desai (Sonali Bendre) w strachu chce opuścić jak najszybciej miasto. Nie zgadza się na urodzenie dziecka w miejscu, gdzie właśnie dochodzi do okrutnych mordów, gwałtów i podpaleń. Planuje wyjazd do Anglii. Ajay (Ajay Devgan) zdecydowanie odrzuca ten pomysł. W ich dotychczas szczęśliwym małżeństwie dochodzi do kryzysu. Przygnębienie Ajaya pogłębia niepokój o młodszego brata Ananda, wykorzystywanego przez hinduskich ekstremistów w rozgrywkach z muzułmanami. Dramat w rodzinie osiąga swe apogeum, gdy do szpitala przywożą kolejną ofiarę podpaleń. Jest nią matka Ajaya (Pooja Bhatt). Ekstremiści przekonują Ananda, że pogrzeb jego matki powinien być hinduską manifestacją zagrzewającą tłumy do jeszcze bardziej krwawego rozliczenia się z muzułmanami. Ajay przeciwstawia się temu zdecydowanie. Dręczony wspomnieniami nieszczęśliwego dzieciństwa bez ojca ujawnia rodzinną tajemnicę...

## Obsada
- Ajay Devgan	 ... 	Ajay R. Desai – 2 nagrody, 1 nominacja
- Pooja Bhatt	... 	p. Desai, matka Ajaya i Ananda
- Sonali Bendre	... 	Sonia A. Desai, żona Ajaya
- Kunal Khemu	... 	 Ajay R. Desai jako chłopiec
- Akshay Anand	... 	Anand R. Desai
- Avtar Gill	... 	Isa
- Nagarjuna Akkineni	... 	Raman Desai (jako Nagarjuna), ojciec Ajaya i Ananda
- Sharat Saxena	... 	młodszy inspektor Pawar
- Ashutosh Rana	... 	Subodh Malgaonkar, przywódca ekstremistów hinduskich
- Madan Jain	... 	Anwar Hashmi – dziennilarz
- Saurabh Shukla	... 	sikh, Gurdayal Singh, przyjaciel Ajaya
- Vishwajeet Pradhan	... 	starszy inspektor Yadav

## Nagrody
- Nagroda Filmfare za Najlepszy Scenariusz – Mahesh Bhatt
- nominacja do Nagrody Filmfare dla Najlepszego Aktora – Ajay Devgan
- Silver Lotus Award National Film Award dla Najlepszego Aktora – Ajay Devgan
- Nagroda Screen Weekly dla Najlepszego Aktora – Ajay Devgan
- Nagroda Nargis Dutt Award za film sprzyjający jedności Indii

## Muzyka i piosenki
Autorem muzyki jest M.M. Kreem, autor muzyki do m.in. Kshana Kshanam, Simhardi, Chatrapati, Okkadunnadu. Film zawiera piosenki:
- Gali Mein Aaj Chaand Nikla
- Hum Yahan Tum Yahan (męski głos)
- Raat Sari Bekarari Mein Guzari
- Maa Ne Kaha (Sad)
- Maa Ne Kaha (kobiecy głos)
- Pad Likh Ke
- Hum Yahan Tum Yahan (kobiecy głos)
- Maa Ne Kaha (Male)
- Gali Mein Aaj Chand Nikla – 2